# Líšnický potok
Líšnický potok är ett vattendrag i Tjeckien. Det ligger i den centrala delen av landet, 60 km söder om huvudstaden Prag.